# Eva Rivas
Eva Rivas (Russisk: Ева Ривас Armensk: Եվա Ռիվաս) (født Valeriya Reshetnikova-Tsaturyan den 13. juli 1987) er en russisk-armensk sangerinde.

## Biografi
Tsaturyan er født og opvokset i Rusland. Hun tog sit kunstnernavn Eva Rivas efter hendes græske oldemor.

### Eurovision Song Contest 2010
Den 14. februar 2010, vandt Rivas den armenske nationale finale og blev dermed kunstneren som skulle repræsentere Armenien ved Eurovision Song Contest 2010 med sangen "Apricot Stone". Selv om der er nogle mennesker, der fortolkede teksten af Apricot Stone som havende et politisk budskab om det armenske folkedrab, gav Tyrkiet 6 point for denne sang.
Eva kom på 7. pladsen i Eurovision 2010 contest